# Giả Xuân Vượng
Giả Xuân Vượng (giản thể: 贾春旺; phồn thể: 賈春旺; bính âm: Jiǎ Chūnwàng; sinh tháng 5 năm 1938) là một chính khách nước Cộng hòa Nhân dân Trung Hoa. Ông từng giữ chức vụ Kiểm sát trưởng Viện Kiểm sát Nhân dân Tối cao, Bộ trưởng Bộ An ninh Quốc gia và Bộ trưởng Bộ Công an Trung Quốc.

## Tiểu sử
Giả Xuân Vượng sinh tháng 5 năm 1938 tại Bắc Kinh.
Sau khi tốt nghiệp đại học chuyên ngành hạt nhân, khoa vật lý Đại học Thanh Hoa năm 1964, ông Giả Xuân Vượng đảm nhiệm nhiều chức vụ tại trường này cho đến năm 1982.
Sau đó, ông được bổ nhiệm làm Bí thư Thành Đoàn Bắc Kinh. Tuy công việc không liên quan tới lĩnh vực an ninh, nhưng ông Giả Xuân Vượng vẫn được bổ nhiệm làm Bộ trưởng Bộ An ninh Quốc gia vào năm 1985 và giữ chức vụ này đến năm 1998.
Từ năm 1998 đến năm 2002, Giả Xuân Vượng là Bộ trưởng Bộ Công an Trung Quốc. Ông là Bộ trưởng Công an đầu tiên từng đảm nhiệm chức Bộ trưởng An ninh trước đó. Năm 2003, ông được bổ nhiệm làm Kiểm sát trưởng Viện Kiểm sát Nhân dân Tối cao và giữ chức vụ này đến năm 2008.
Tháng 10 năm 2006, ông được bầu giữ chức Chủ tịch Hiệp hội các cơ quan chống tham nhũng quốc tế.
Giả Xuân Vượng là Ủy viên Ủy ban Trung ương Đảng Cộng sản Trung Quốc (CPC) khóa 13, 14, 15, 16, nhiệm kỳ từ năm 1987 đến năm 2007.